# Seznam jazyků Ruska
Toto je seznam jazyků používaných v Rusku. Ruština je jediným oficiálním národním jazykem a je uznáváno dalších 35 oficiálních regionálních jazyků. Jsou to například: osetština, ukrajinština, burjatština, kalmyčtina, čečenština, ingušština, baškirština, čuvašština, krymská tatarština a tatarština. Jazyky zde jsou rozděleny podle jazykových rodin a skupin.

## Indoevropské jazyky
- Ruština – většina Ruska

## Uralské jazyky
- Erzja – Mordvinsko a okolí
- Chantyjština – Chantymansijský autonomní okruh – Jugra, Tomská oblast, Jamalo-něnecký autonomní okruh
- Karelština – Karélie
- Komijština – Komi a okolí
  - Komi-permjačtina
- Mansijština – Chantymansijský autonomní okruh – Jugra (kolem řeky Ob)
- Marijština – Marijsko a kolem řeky Vjatky
- Mokša – Mordvinsko a okolí
- Sámština – Murmanská oblast
  - Kildinská sámština
  - Skoltská sámština
  - Terská sámština
- Udmurtština – Udmurtsko
- Vepština – Karélie, Vologdská oblast, Leningradská oblast

- Enečtina – sever Krasnojarského kraje
- Něnečtina – Severní Rusko
- Nganasanština – bývalý Tajmyrský autonomní okruh
- Selkupština – kolem řeky Taz

## Jukagirské jazyky
- Vadulština (severní Jukagirština) - severně v Kamčatském kraji
- Odulština (jižní Jukagirština) - jižněji od vadulštiny ve vnitrozemí

## Kavkazské jazyky
- Adygský jazyk
  - Adygejština – Adygejsko
  - Kabardo-čerkeština – Kabardsko-Balkarsko, Karačajsko-Čerkesko
- Avarština – Dagestán
- Abazinština
- Čečenština – Čečensko
- Darginština – Dagestán
- Inguština – Ingušsko
- Lakština – Dagestán
- Lezginština
- Rutulština

## Dené-jenisejské jazyky
- Ketština – kolem řeky Jenisej

## Čukotsko-kamčatské jazyky
- Aljutorština
- Čukotština
- Itelmenština
- Korjačtina – Kamčatka

## Tunguzské jazyky
- Evenkština
- Evenština
- Negidalština

## Mongolské jazyky
- Burjatština – Burjatsko a okolí
- Kalmyčtina – Kalmycko

## Turkické jazyky
- Altajština – Altajská republika
- Baškirština – Baškortostán
- Čuvaština – Čuvašsko
- Chakaština – Chakasie
- Jakutština – Jakutsko
- Krymská tatarština – Republika Krym
- Nogajština – Kavkaz
- Tatarština – Tatarstán
- Tofalarština – Irkutská oblast
- Tuvinština – Tuva